# Flos mundi
Flos mundi, escrita hacia 1407, es la más extensa de las crónicas universales catalanas alcanzando hasta finales del reinado de Martín I de Aragón. El único ejemplar que se ha conservado termina, por mutilación, en el episodio del Desafío de Burdeos protagonizado por Pedro III de Aragón "el Grande" y Carlos de Anjou en 1283. Su estilo es fuertemente latinizante y el autor ha permanecido anónimo, aunque por algunos detalles se cree que pudo pertenecer al linaje de los Cervera.

## Manuscrito
El manuscrito se encontraba en el Archivo General de la Corona de Aragón y en tiempos del archivero real Pere Miquel Carbonell, que se ocupó de él, aún estaba completo. En la actualidad se conserva en la Biblioteca Nacional de París, Ms. esp. 11.